# Szilárd Devecseri
Dans le nom hongrois Devecseri Szilárd, le nom de famille précède le prénom, mais cet article utilise l’ordre habituel en français Szilárd Devecseri, où le prénom précède le nom.
Szilárd Devecseri, né le 13 février 1990 à Szombathely, est un footballeur hongrois évoluant actuellement au poste de défenseur central au Szombathelyi Haladás.

## Biographie
Devecseri joue son premier match avec la Hongrie le 10 septembre 2013 contre l'Estonie.
Le 11 octobre 2013, contre les Pays-Bas, il marque contre son camp, contribuant à la large défaite de la Hongrie.

## Statistiques
| Club        | Saison | Championnat | Championnat | Coupe  | Coupe | Europe | Europe | Total  | Total |
| Club        | Saison | Matchs      | Buts        | Matchs | Buts  | Matchs | Buts   | Matchs | Buts  |
| ----------- | ------ | ----------- | ----------- | ------ | ----- | ------ | ------ | ------ | ----- |
| Szombathely |        |             |             |        |       |        |        |        |       |
| 2007–2008   | 1      | 0           | 0           | 0      | 0     | 0      | 1      | 0      |       |
| 2008-2009   | 0      | 0           | 9           | 0      | 0     | 0      | 9      | 0      |       |
| 2009-2010   | 0      | 0           | 7           | 0      | 0     | 0      | 7      | 0      |       |
| 2010-2011   | 2      | 0           | 6           | 0      | 0     | 0      | 8      | 0      |       |
| 2011-2012   | 2      | 0           | 5           | 0      | 0     | 0      | 7      | 0      |       |
| 2012-2013   | 18     | 0           | 6           | 0      | 0     | 0      | 24     | 0      |       |
| 2013-2014   | 19     | 0           | 5           | 0      | 0     | 0      | 24     | 0      |       |
| 2014-2015   | 14     | 1           | 4           | 0      | 0     | 0      | 18     | 1      |       |
| Total       | 56     | 1           | 42          | 0      | 0     | 0      | 98     | 1      |       |

Matchs et buts actualisés le 6 décembre 2014.